# Prodidomus sampeyi
Prodidomus sampeyi là một loài nhện trong họ Gnaphosidae.
Loài này thuộc chi Prodidomus. Prodidomus sampeyi được Norman I. Platnick & Barbara Baehr miêu tả năm 2006.